# Sunday Oliseh
Sunday Ogochukwu Oliseh (Abavo, 14 de setembro de 1974) é um ex-futebolista e treinador de futebol nigeriano. Atuou em duas Copas do Mundo (1994 e 1998), além de ganhar a medalha de ouro nas Olimpíadas de Atlanta em 1996. Era conhecido por seus fortes chutes ao gol adversário.
Em clubes, obteve relativo destaque jogando por Ajax, Juventus e Borussia Dortmund.

## Carreira
Iniciou a carreira em 1989, no Julius Berger. Seu desempenho levou a sua contratação por parte do RFC Liège, já no ano seguinte. Atuaria também por Reggiana e Köln antes de ter sua primeira chance em uma grande equipe, o Ajax.
O time de Amsterdã contratou Oliseh em 1997, atuando em duas temporadas (54 jogos, 8 gols marcados) antes de voltar para a Itália em 1999, destavez para defender a Juventus. Sua passagem pela Vecchia Signora foi mal-sucedida e curta (apenas 8 jogos, sem nenhum gol marcado).
Oliseh reergueu sua carreira no Borussia Dortmund, onde permaneceu por 4 anos (2000 a 2004), atuando ainda por empréstimo no VfL Bochum. Acabaria dispensado pelos Aurinegros em março de 2004, depois de agredir o iraniano Vahid Hashemian, seu companheiro de equipe enquanto jogava no Bochum. O nigeriano alegou que a agressão foi uma resposta a ofensas proferidas por Hashemian, que posteriormente fez as pazes com o volante.
Em 2005, regressou à Bélgica e assinou seu último contrato profissional com o Genk, que o dispensou após 16 partidas disputadas, se aposentando com apenas 31 anos, longe de sua melhor fase. Chegou a retornar ao futebol em 2007 para jogar no Baelen, time das divisões inferiores da Bélgica, antes de pendurar as chuteiras definitivamente no ano seguinte.

## Pós-aposentadoria
Depois de encerrar a carreira, Oliseh virou diretor-esportivo do KAS Eupen, então na segunda divisão belga, em 2007. Estreou como técnico no ano seguinte, comandando o Verviétois, time amador do país, permanecendo na função até 2009.
Ainda trabalhou como comentarista e integrou o grupo de estudos técnicos da FIFA, antes de ser escolhido como novo técnico da Seleção Nigeriana de Futebol, sucedendo Stephen Keshi.
Em dezembro de 2016, foi contratado para ser o novo técnico do Fortuna Sittard, porém viria a assumir o cargo apenas em janeiro do ano seguinte. Mesmo tendo feito boa campanha na segunda divisão nacional (os Fortunezen foram promovidos à Eredivisie 2018-19), Oliseh não permaneceu no comando técnico, e declarou que sua demissão foi por não aceitar fazer parte de atividades ilegais no clube.

## Seleção
Oliseh foi convocado pela primeira vez para a Seleção Nigeriana de Futebol em 1993, e disputou a Copa dos Estados Unidos no ano seguinte. Na Copa de 1998, notabilizou-se por marcar o gol da vitória nigeriana sobre a Espanha, ao desferir um forte chute de fora da área, que surpreendeu o experiente goleiro Andoni Zubizarreta. Aquele seria o primeiro dos seis gols marcados por Oliseh em 63 jogos com a camisa da Nigéria.
Era nome certo para a Copa de 2002, mas o técnico Festus Onigbinde, visando renovar o time que disputaria o torneio, não convocou o meio-campista, nem outros jogadores que estiveram nas outras duas Copas (Tijjani Babangida, Finidi George, Victor Ikpeba e Mobi Oparaku). Com essa atitude, Oliseh anunciou o término de sua carreira internacional em junho do mesmo ano.
Um possível regresso do meia à seleção nigeriana chegou a ser especulado para tentar ajudar as "Super Águias" nas eliminatórias para a Copa de 2006, mas Oliseh acabou não sendo convocado.

## Parentesco
Oliseh é irmão de outros dois jogadores: Egutu Oliseh (ex-QPR e Montpellier) e Azubuike Oliseh (jogou as Olimpíadas de 2000 e tem em seu currículo passagens por clubes da Holanda, Bélgica, Finlândia e Chipre). Outro irmão do ex-jogador, Churchill Oliseh, é técnico de futebol. Também é tio de Sekou Oliseh (ex-atleta de PAOK e CSKA Moscou nascido na Libéria, mas que também tem origem nigeriana, e que escolheu defender a seleção de seu país em 2010).

## Títulos

### Clubes
Ajax
- Eredivisie: 1997–98
- KNVB Cup: 1997–98, 1998–99

Borussia Dortmund
- Bundesliga: 2001–02
- UEFA Cup: 2001–02 (Vice)

### Internacional
Nigéria
- Copa das Nações Africanas: 1994

### Prêmios individuais
- IFFHS MEN’S ALL TIME NIGERIA DREAM TEAM[6]